# Gypsophila pulvinaris
Gypsophila pulvinaris är en nejlikväxtart som beskrevs av K.H. Rechinger. Gypsophila pulvinaris ingår i släktet slöjor, och familjen nejlikväxter. Inga underarter finns listade i Catalogue of Life.